# Lichenoconium reichlingii
Lichenoconium reichlingii är en lavart som beskrevs av Diederich 1986. Lichenoconium reichlingii ingår i släktet Lichenoconium, divisionen sporsäcksvampar och riket svampar.   Inga underarter finns listade i Catalogue of Life.

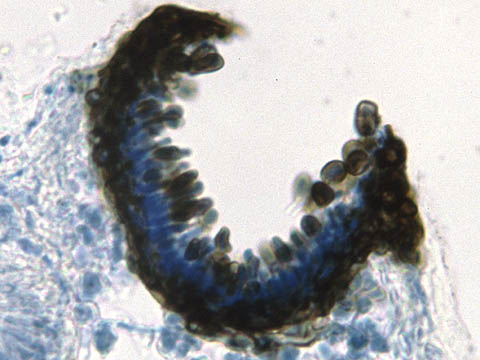